# Ladislav Ženíšek
Ladislav Ženíšek (ur. 7 marca 1904 w Vinohradach, zm. 14 maja 1985), czeski piłkarz, obrońca. Srebrny medalista MŚ 34. Długoletni zawodnik Viktorii Žižkov i Slavii.
Urodzony na Vinohradach piłkarz profesjonalną karierę zaczynał w Viktorii Žižkov. W 1927 wyjechał do Stanów Zjednoczonych i grał w czeskiej Sparcie Chicago. Po powrocie do ojczyzny (1929) został piłkarzem Slavii. W klubie tym grał do 1936, pięciokrotnie zostawał mistrzem Czechosłowacji (1930, 1931, 1933, 1934, 1935), karierę kończył w sezonie 1937/1938 w Žižkovie.
W reprezentacji Czechosłowacji zagrał 22 razy. Debiutował 17 stycznia 1926 w meczu z Włochami, ostatni raz zagrał w 1935. Podczas MŚ 34 zagrał w trzech meczach drużyny.
Pracował jako trener. Prowadził m.in. reprezentację Czechosłowacji.